# عوساء
العوساء (باللاتينية: Diphyllobothrium) هي جنس من الديدان المسطحة يسبب عند الاٍنسان داء العوساء، وتحدث العدوى عن طريق تناول سمك نيء أو غير مطهو بصورة جيدة. النوع الرئيسي المسبب لداء العوساء هو العوساء العريضة، وهي تصيب الأسماك والثدييات.
تسبب العوساء نقص فيتامين بي12 في البشر مما يؤدي إلى فقر الدم الضخم الأرومات أو الخبيث. تمتص الدودة حوالي 80٪ من فيتامين بي12 الغذائي ويمكن أن تسبب العدوى المطولة أيضا آلاما في البطن وانسدادا ميكانيكيًا وأعراض فقر الدم الناجم عن عوز الحديد.